# Amedeo Avogadro

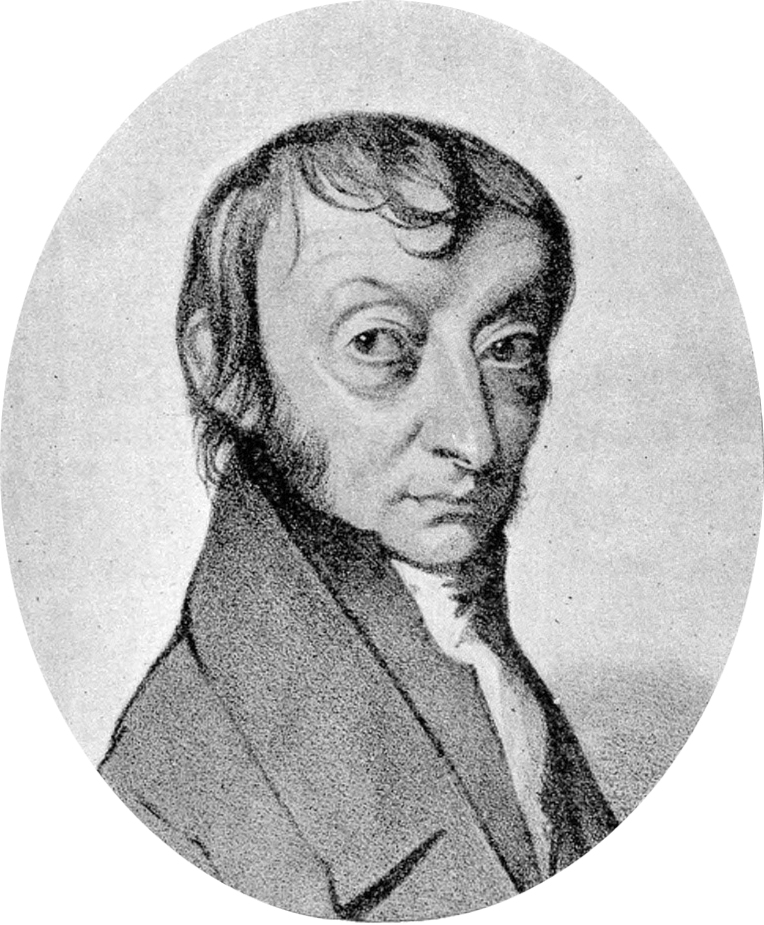
Amedeo Avogadro

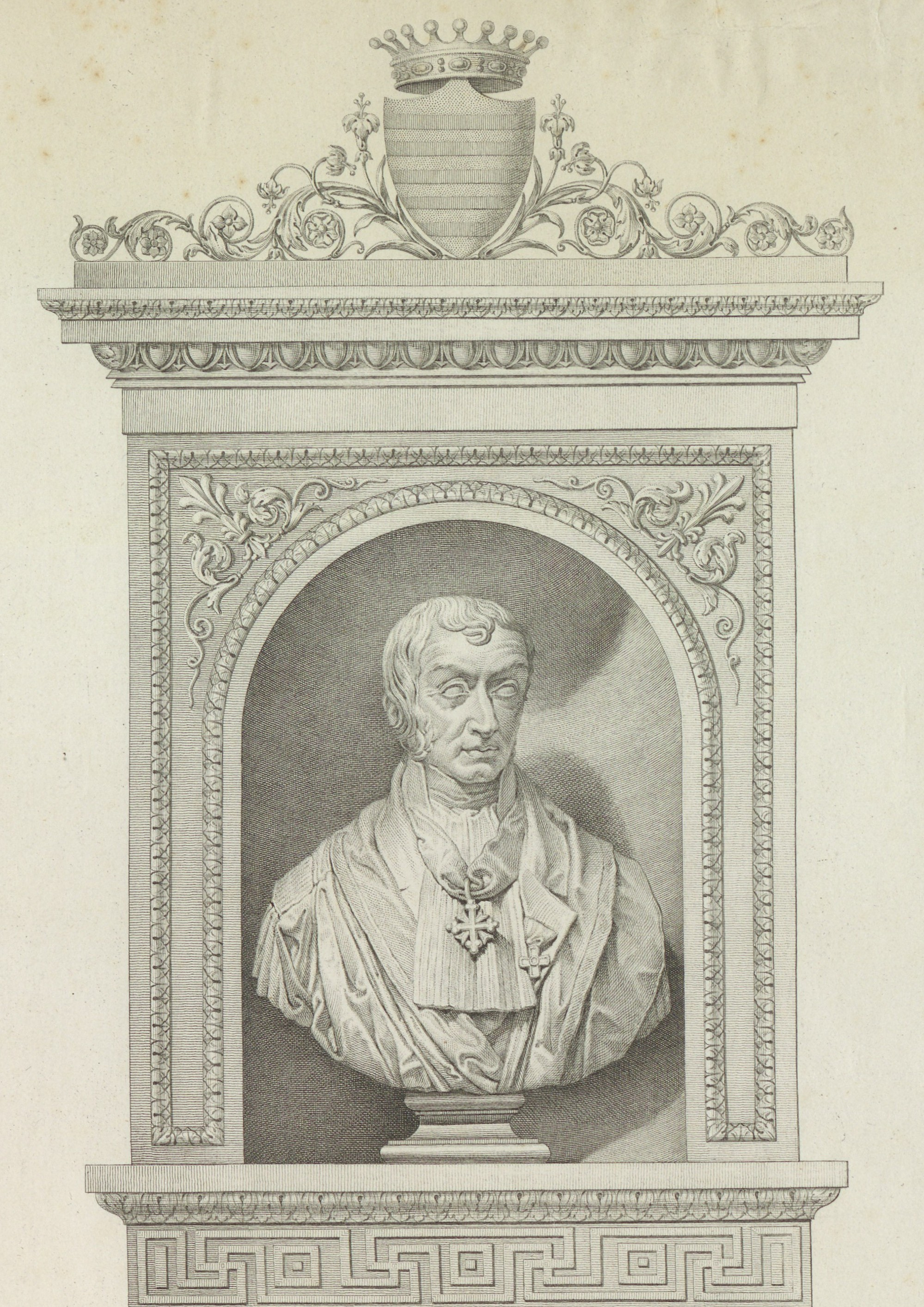
Amedeo Avogadro

Lorenzo Romano Amedeo Carlo Avogadro, Conte di Quaregna e Cerreto (* 9. August 1776 in Turin; † 9. Juli 1856 ebenda) war ein italienischer Physiker und Chemiker.

## Leben

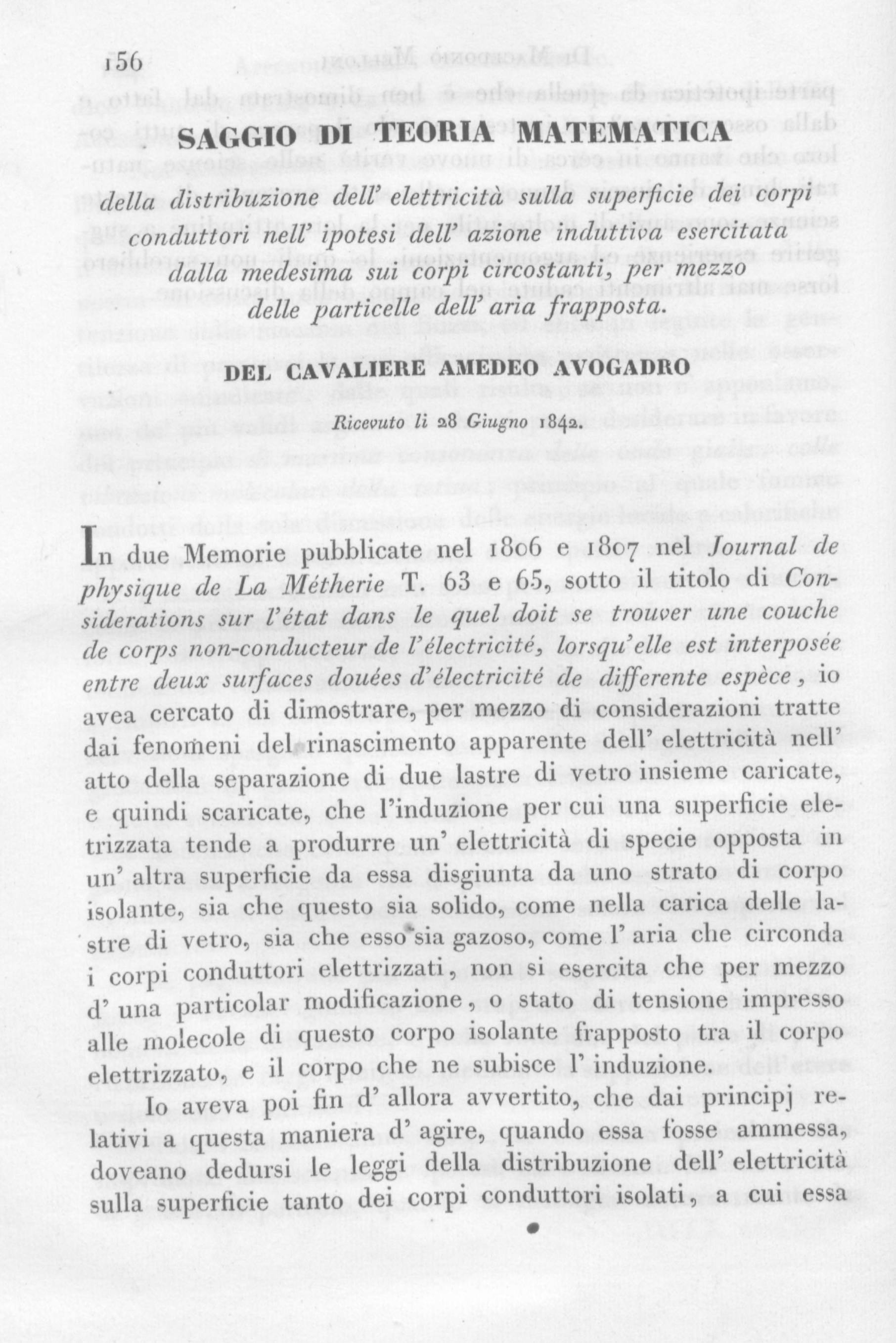
Saggio di teoria matematica della distribuzione dell'elettricità sulla superficie dei corpi conduttori, 1844

Mémoire

Avogadro studierte zunächst die Rechte; er stammte aus einer Juristenfamilie. 1796 wurde er Doktor des kanonischen Rechts. Seit 1800 studierte er Mathematik und Physik, was seinen Neigungen eher entsprach. 1803 erfolgte seine erste Veröffentlichung über Physik. 1809 wurde er Professor für Naturphilosophie am Real Collegio in Vercelli. Hier erarbeitete er seine Molekularhypothese. 1820 wurde er als Professor für Mathematische Physik an die Universität Turin berufen. Im Jahr 1840 wurde er zum Mitglied der Gelehrtenakademie Leopoldina gewählt.
Avogadro beschäftigte sich mit dem Zusammenhang der elektrochemischen Spannungsreihe und der Affinität der Elemente, der spezifischen Wärme von Gasen und Atom- und Molvolumina. Sein Ziel war es, die chemischen Eigenschaften der Verbindungen durch physikalische Eigenschaften zu beschreiben.
1811 veröffentlichte er seine Hypothese, dass gleiche Volumina verschiedener idealer Gase bei gleicher Temperatur und gleichem Druck die gleiche Anzahl von Teilchen (Moleküle) enthalten (siehe auch Avogadrosches Gesetz, Avogadro-Konstante). Dabei stellte er sich die elementaren Gase aufgebaut aus Molekülen von zwei Atomen vor. Die Arbeit blieb lange Zeit unbeachtet; 1814 äußerte André-Marie Ampère den gleichen Gedanken. Diese Ansicht stand im Gegensatz zu der von Jöns Jacob Berzelius, einer der Koryphäen der Chemie des 19. Jahrhunderts. Erst 1860 wurde auf dem Chemiker-Kongress in Karlsruhe der Avogadro’sche Gedanke aufgenommen, dort vertreten durch seinen Schüler Stanislao Cannizzaro. Damit konnte man zahlreiche Widersprüche in den Begriffen des Atoms, des Moleküls und des Äquivalents auflösen.
Das Mineral Avogadrit (seit 1926), der Asteroid (12294) Avogadro (seit 2004) und der Mondkrater Avogadro (seit 1970) wurden nach ihm benannt. Er ist Namensgeber der Università degli Studi del Piemonte Orientale „Amedeo Avogadro“.
Avogadro heiratete am 9. Januar 1815 Felicita Mazzé, mit der er acht Kinder hatte. Avogadro wurde auf dem Friedhof von Quaregna beigesetzt.

## Schriften
- Fisica de’ corpi ponderabili ossia Trattato della costituzione generale de’ corpi, 4 Bände, Turin 1837–1841.